# 괴력
괴력(怪力)은 남다른 좋은 근력, 완력이다. 그리스 신화의 헤라클레스는 대표적으로 괴력이 강한 사람으로 꼽히며, 마블 코믹스의 등장인물 헐크 또한 괴력이 강한 캐릭터로 꼽힌다.
괴력은 소설이나 신화와 같은 다른 문학 작품에서 흔히 언급되는 초능력이다. 히스테리적인 힘 현상을 허구적으로 표현한 것으로, 보통 인간이 물리적으로 가능한 것 이상으로 힘을 가하고 무게를 들어올리는 힘이다. 괴력의 대체 용어에는 강화된 힘, 초강력 및 증가된 힘이 포함된다. 괴력은 작가나 그것이 묘사되는 이야기의 맥락에 따라 효능이 달라지는 무정형 능력이다.
괴력을 지닌 인물과 신들은 여러 고대 신화와 종교에서 발견되었다.
괴력은 판타지와 SF에서 흔히 볼 수 있는 비유이다. 이는 일반적으로 사이버네틱 신체 부위, 유전자 변형, SF의 염력장, 판타지 속의 마법적/초자연적 소스와 같은 메커니즘을 통해 이루어진다. 수많은 만화책 슈퍼 히어로와 슈퍼 악당은 어느 정도의 슈퍼 힘을 보여준다. 일부 영화에서는 초능력을 부여하는 가상의 물질이나 약물을 언급한다. 묘사된 초인적 힘의 수준은 가장 강한 스트롱맨 (스포츠), 파워리프터, 역도 선수(예: 무장하지 않은 마스터 치프, 캡틴 아메리카 또는 데스스트로크)의 "정상" 또는 "자연적" 인간 범위 바로 바깥에서부터 거의 무제한의 힘(예: 헐크, 저거너트, 슈퍼맨, 슈퍼걸, 원더우먼, 토르 (마블 코믹스), 헤라클레스 또는 손오공 (드래곤볼))에 이른다.
인간은 기술과 과학적 실험을 통해 괴력을 얻기 위해 적극적으로 노력하고 있다. 운동선수들은 경기력을 향상시키기 위해 혈액 도핑이나 동화작용 스테로이드 복용 등 다양한 방법을 사용했다. 연구 중인 다른 기술로는 움직임과 힘을 강화하기 위해 인간이 착용하는 로봇 외골격이 있다.

## 같이 보기
- 체력
- 베르세르크
- 튜턴족의 분노
- 마이오스타틴
- 스트렝스